# Peter De Havilland
Peter De Havilland (* 1747; † 1821)  war ein britischer Adeliger und Politiker.
Er war von 1810 bis 1821 Bailiff der Insel Guernsey und u. a. verantwortlich für die Entwicklung der Hauptstadt St. Peter Port.
De Havilland wurde in einem prachtvollen Grab beerdigt.